# Ernst-Reuter-Platz
Der Ernst-Reuter-Platz (vorher: Knie oder Am Knie) ist ein Verkehrsknotenpunkt im Berliner Ortsteil Charlottenburg (Bezirk Charlottenburg-Wilmersdorf). Der Platz erhielt am 3. Oktober 1953 seinen Namen zu Ehren des vier Tage zuvor verstorbenen Regierenden Bürgermeisters Ernst Reuter.

## Lage
Der Platz befindet sich auf der großen Ost-West-Achse Berlins im Berliner Bezirk Charlottenburg-Wilmersdorf, Ortsteil Charlottenburg. Er liegt im Bereich des Campus Charlottenburg (Wissenschaftsstandort: TU Berlin, Universität der Künste, Physikalisch-Technische Bundesanstalt etc.) und im Gebiet der City West.
Auf den großen Kreisverkehr führen fünf Straßen:
- Hardenbergstraße
- Straße des 17. Juni
- Marchstraße
- Otto-Suhr-Allee
- Bismarckstraße.

Unter dem Platz verläuft die Linie U2 der Berliner U-Bahn mit dem Bahnhof Ernst-Reuter-Platz.
Die Mittelinsel des Rondells ist begrünt, mit Bänken, Bäumen, Blumenbeeten und einem Springbrunnen gestaltet. Sie kann unterirdisch über die U-Bahn-Station erreicht werden. Die meisten Besucher der vom Verkehr umfahrenen Mitte des Rondells nehmen allerdings den kurzen Weg quer über die Fahrspuren.

## Geschichte des Platzes

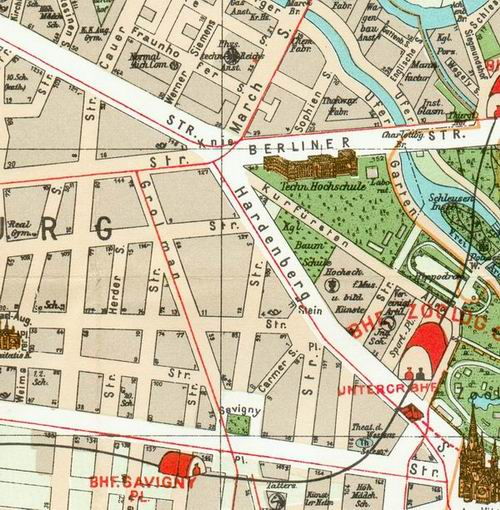
Lage des Knies im Pharus-Plan Berlin von 1902

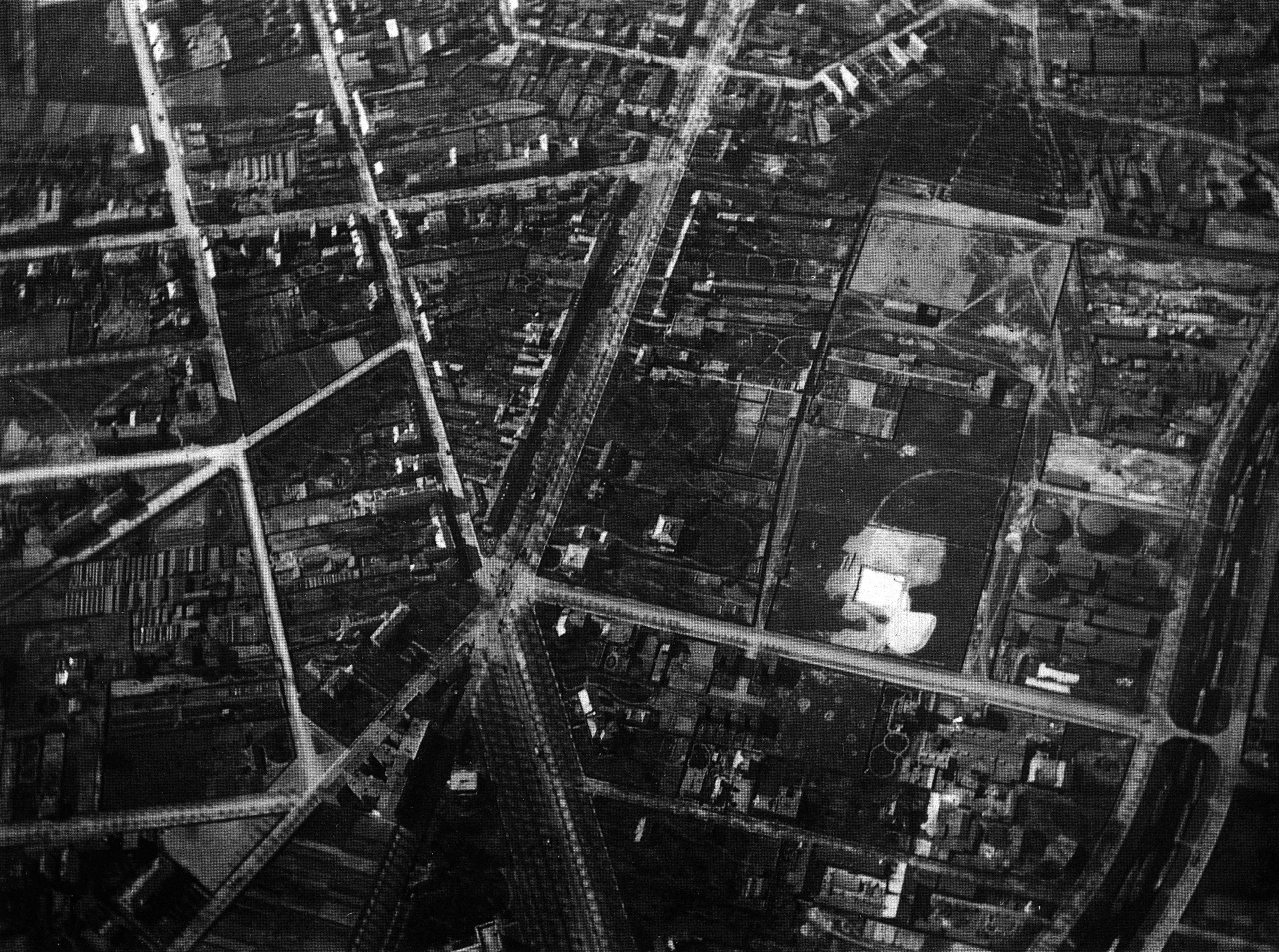
Luftaufnahme mit Blickrichtung West (1895): Die breite, von Bäumen gesäumte, Berliner Straße verläuft vom mittleren Bildrand unten nach oben rechts über das charakteristische Knie, von dem die Marchstraße zum Landwehrkanal (ganz rechts) führt. Vom Knie geradeaus verläuft nach links oben die damals noch nicht ausgebaute Bismarckstraße.

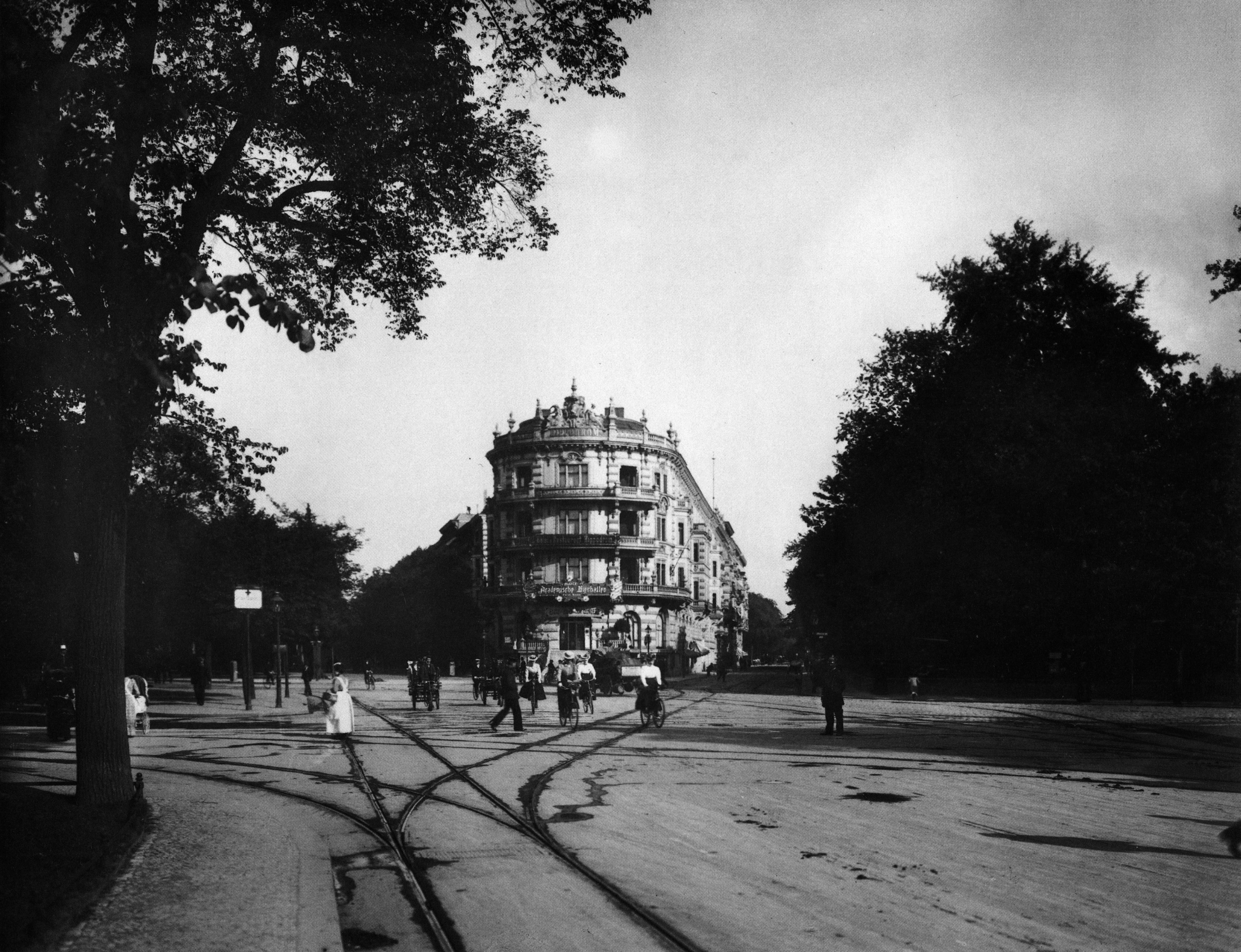
Blick um 1900 vom Knie nach Südosten auf das Gebäude zwischen Kurfürsten-Allee (links, ab 1950 Hertzallee) und Hardenbergstraße (rechts). In den 1920er Jahren wurde dort das Hochhaus am Knie gebaut und nach dessen Zerstörung im Krieg von 1954 bis 1959 die Fakultät für Bergbau und Hüttenwesen der TU Berlin. Im Zuge der Neuplanung des Platzes entfiel die Einmündung der Hertzallee.

Zwischen dem Berliner Stadtschloss und dem vor den Toren der Stadt gelegenen Schloss Charlottenburg verlief ein Fahrweg über die Charlottenburger Chaussee (seit 1953: Straße des 17. Juni) und – ab Stadtgrenze Charlottenburg am Landwehrkanal – die damalige Berliner Straße. Diese knickte beim Ernst-Reuter-Platz nach Nordwesten in die Otto-Suhr-Allee ab. Der Knick hieß zunächst Umschweif und ab 1831 Am Knie.
Am 22. Juni 1865 wurde die erste deutsche Pferdebahn in Betrieb genommen, die vom Brandenburger Tor über Charlottenburger Chaussee – Berliner Straße – Knie bis nach Charlottenburg führte. Um 1900 war das Knie der Kreuzungspunkt mehrerer Linien der Berliner Straßenbahn, unter anderem zum Bahnhof Zoologischer Garten, nach Alt-Moabit und zum Sophie-Charlotte-Platz. Im Dezember 1902 eröffnete unter dem Platz die Station Knie der Hochbahngesellschaft (heute: U-Bahn Berlin).
Zu jener Zeit gingen von dem Platz sechs Straßen ab. Der Verkehr floss jedoch im Wesentlichen nach Nordwesten Richtung Spandau und zur im Aufbau befindlichen Siemensstadt. Ab 1905 sollte daher – als Verlängerung von Charlottenburger Chaussee / Berliner Straße – die damals noch schmale Bismarckstraße eine Verbindung nach Westen schaffen und zu einer Prachtstraße und Paradeweg ausgebaut werden. Dazu wurde über mehr als zehn Kilometer eine breite Schneise durch die gerade erst gebauten Stadtteile geschlagen; das Vorbild waren die Boulevards (genauer: Avenuen) von Paris.
Planungen Albert Speers im Rahmen der „Welthauptstadt Germania“ zur Umgestaltung des Platzes als Teil der neuen Ost-West-Achse konnten nicht vollends verwirklicht werden. Der Reichsschatzmeister der NSDAP Franz Xaver Schwarz kaufte 1939 das am Platz befindliche Grand Hotel am Knie (Bismarckstraße 1) und ließ es umbauen. Während des Zweiten Weltkriegs befand sich dort von 1941 bis zur Zerstörung durch einen alliierten Luftangriff am 22. November 1943 der Sitz der Dienststelle Rosenberg. Die Ruinen rund um den Platz wurden nach dem Krieg durch Trümmerfrauen und den Einsatz von Trümmerbahnen abgeräumt.
Der vom Knie nach Osten führende Abschnitt der Berliner Straße erhielt am 22. Juni 1953 seinen heutigen Namen Straße des 17. Juni, der Platz selbst am 3. Oktober 1953 den Namen nach Ernst Reuter und der nach Nordwesten führende Straßenzug wurde am 3. September 1957 zur Otto-Suhr-Allee.
Der Berliner Senat ließ nach der Trümmerbeseitigung an Stelle des alten Knies ein großzügiges Rondell anlegen. Die Idee einer Verkehrsinsel umzingelt von lose gruppierten Einzelbauten, anstatt einer geschlossenen Platzwand, stammt von Ludwig Mies von der Rohe. Dies sollte einen Eindruck von Leichte und Unbeschwertheit erzeugen. Von Mitte der 1950er bis in die 1970er Jahre hinein entstanden die Gebäude, die im 21. Jahrhundert von Fakultäten der TU Berlin und Unternehmen wie der Deutschen Telekom und der Teles AG genutzt werden. In den 1960er Jahren diente der Platz oft als Vorzeigeobjekt des Neuen Berlin.

## Charakteristika

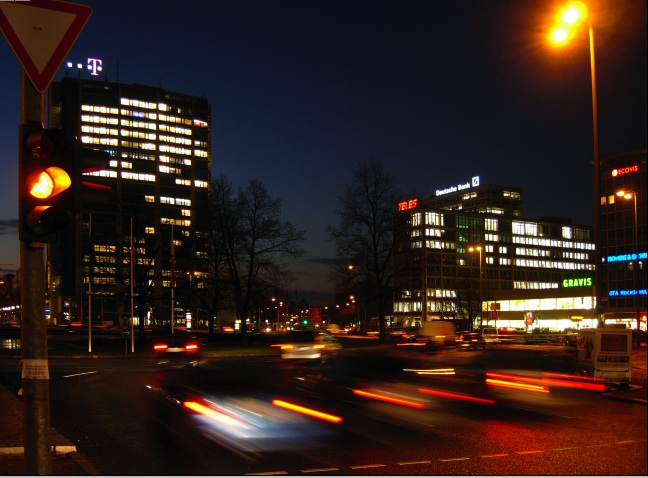
Blick über den Platz am Abend von der Straße des 17. Juni aus nach Nordwesten: links das Telefunken-Hochhaus, rechts an Einmündung der Otto-Suhr-Allee das Osram-Haus, dahinter ein Gebäude der Deutschen Bank

Aufgrund starker Kriegszerstörungen wurde 1955 ein städtebaulicher Wettbewerb ausgelobt. Über seine genauen Hintergründe ist wenig bekannt. Die fundiertesten Forschungen lieferte Dagmar Gausmann, der zufolge neben dem Siegerprojekt von Bernhard Hermkes ein weiteres Modell von Willy Kreuer Eingang in die tatsächlich vorgenommene Gestaltung fand.
Der Ernst-Reuter-Platz mit einer lichten Weite zwischen 180 und 230 Metern und einer ihn umgebenden Hochhausbebauung in lockerer Bauweise wird geprägt von einem Kreisverkehr mit gestalteter grüner Mittelinsel, in die zunächst noch die Gleise der Straßenbahn integriert waren, die bis 1967 über den Platz verkehrte. Er gilt neben dem Hansaviertel als eines der prägnantesten Beispiele des Städtebaus der Nachkriegsmoderne im damaligen West-Berlin, insbesondere des Postulats der „autogerechten Stadt“, sowie als Gegenpol zum stärker geschlossenen Strausberger Platz in Ost-Berlin.
Die ursprünglich spitzwinkligen Anschlüsse der Otto-Suhr-Allee, Hardenbergstraße und Marchstraße wurden so verschwenkt, dass sie rechtwinklig in die Kreisbahn einliefen. Die Hertzallee (vormals: Kurfürsten-Allee) störte das Konzept und wurde durch das von 1955 bis 1959 als erstes Gebäude am neu entstandenen Platz errichtete Institut für Bergbau und Hüttenwesen der TU Berlin des TU-Professors Willy Kreuer abgeriegelt, ihr durch das TU-Gelände führender Abschnitt wurde bis zur Fasanenstraße entwidmet. Das TU-Hochhaus (Ernst-Reuter-Platz Nr. 1) zwang Hermkes, der mit Kreuer in Fehde lag, seine Planungen darauf abzustimmen. Alle weiteren Bauten entstanden bis in die 1970er Jahre hinein nach Hermkes’ städtebaulichen Vorgaben und stehen seit den 1980er Jahren zusammen mit der Mittelinsel unter Denkmalschutz.
Weitere bedeutende Solitärbauten sind unter anderem das 1956/1957 errichtete Osram-Haus (Nr. 8) von Bernhard Hermkes, das Telefunken-Hochhaus (Nr. 7, 1958–1960, Technische Universität/Telekom) von Schwebes & Schoszberger, das IBM-Haus (Nr. 2, 1960–1962) von Rolf Gutbrod, das Pepper-Haus (Nr. 9/10, 1960–1963, Gravis-Flagshipstore und SRH Hochschule; Karl Heinz Pepper war Bauherr des Europa-Center) von Sobotka & Müller, das Gebäude der Architekturfakultät der TU (Straße des 17. Juni, Nr. 150–152, 1966–68) von Hermkes mit einem Anbau von Hans Scharoun (1970), das Bürohaus (Nr. 6, 1969–1974) von Bernhard Binder und schließlich das Raiffeisenhaus (Nr. 3–5, 1971–1974, seither Signal-Iduna-Direktion) von Risse und Geber. Die Anordnung folgte der Konzeption Hermkes, eine freie und nicht geschlossene Platzform zu entwickeln, deren Gebäudeanordnung insbesondere als Bewegung aus dem fahrenden Auto heraus erlebt werden kann.

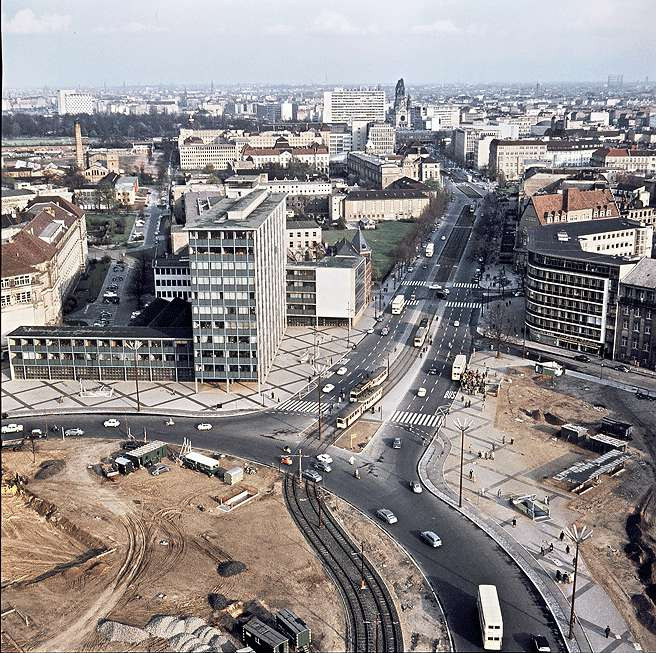
Blick vom Telefunken-Hochhaus über den Ernst-Reuter-Platz auf die Hardenbergstraße (links das Institut für Bergbau und Hüttenwesen der TU Berlin), April 1960
(Foto: Willy Pragher)

Ein Denkmal des Bildhauers Bernhard Heiliger für Ernst Reuter, das heute vor dem Anbau des Architekturgebäudes der TU steht, entstand 1962/1963 mit dem Titel Die Flamme. Die Einweihung der Skulptur erfolgte am 28. September 1963 durch den Regierenden Bürgermeister Willy Brandt, der in seiner Rede folgendes ausführte: „Das Aufwärtsstrebende dieser Skulptur ‚Flammzeichen‘ soll Sinnbild sein für das Leben und das Werk Ernst Reuters und für den immerwährenden Kampf um die Freiheit der Menschen.“ Anlässlich des 50. Todestages von Ernst Reuter 2003 wurden in den Platz 16 Scheinwerfer eingelassen, die die Baumkronen in der Dunkelheit anleuchten. Zur Einweihung war unter anderem Edzard Reuter anwesend.

## Brunnenanlage

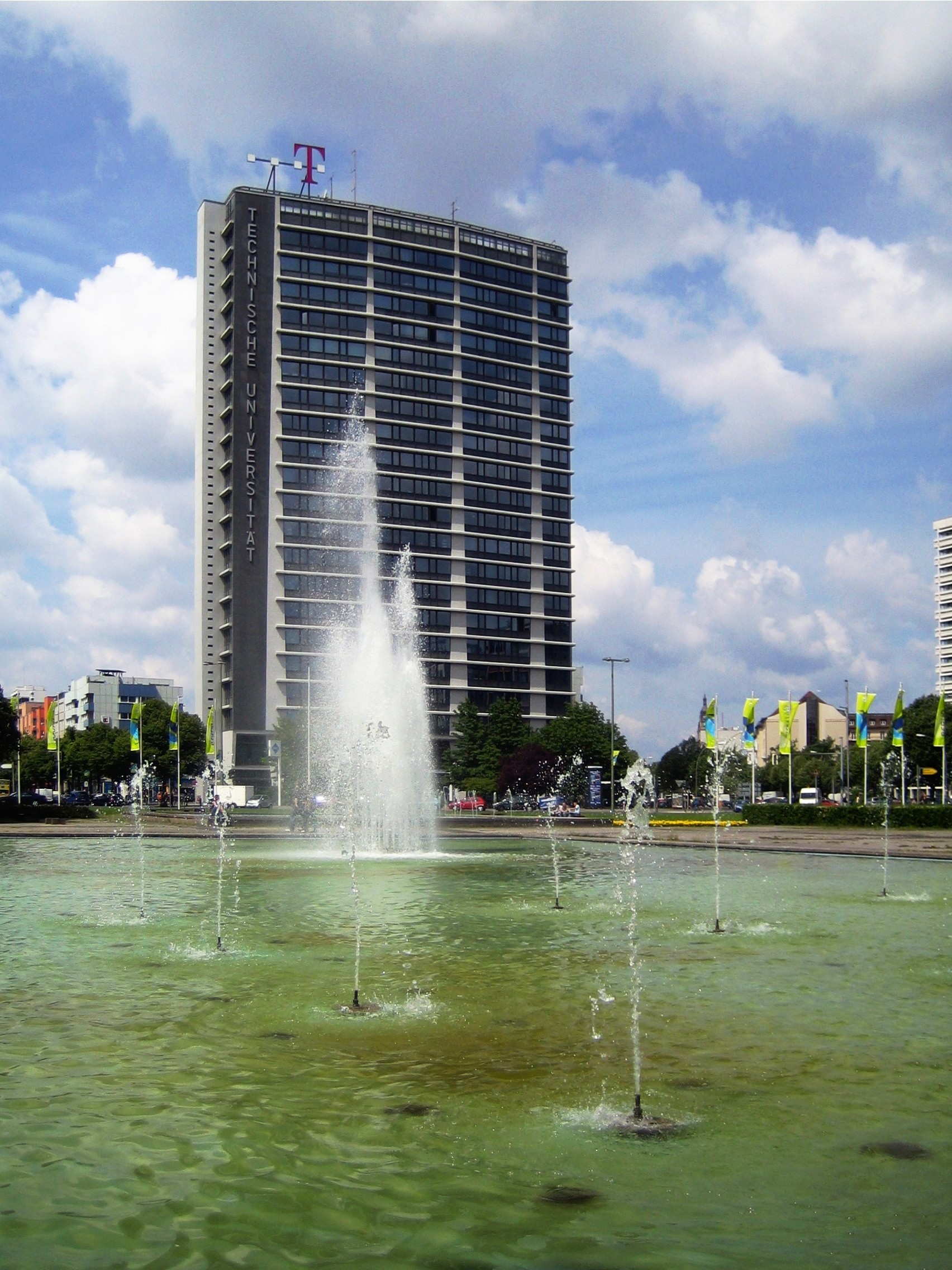
Brunnenanlage auf dem Ernst-Reuter-Platz

Mit der Namensgebung des Platzes ließ das Bezirksamt in dessen Zentrum eine Springbrunnenanlage installieren, die bereits in den Architekturentwürfen von Hermkes enthalten war. Detailplanungen führte Werner Düttmann aus. Die Anlage besitzt zwei rechteckige Betonbecken, das westlich auf dem Platz gelegene ist mit 19 Meter Seitenlänge fast quadratisch, das östliche ist 30 Meter breit und 40 Meter lang.
In jedem Becken sprudeln mehr als 20 Wasserfontänen von ein bis zwei Meter Höhe. Sie kommen aus rotierenden Metallplatten, sodass die Wasserstrahlen sich tänzelnd umeinander drehen. Im größeren Becken steigt aus fünf Einzeldüsen das Wasser einer Fontänengruppe bis zu acht Meter hoch. Anfang der 1990er Jahre stellte das Bezirksamt das Wasser der Brunnen ab. Die Becken waren unsauber, die Teile der Pumpenanlage marode. Die gesamte Grünfläche wurde nicht mehr gepflegt – „kein Geld in der Kasse“ lautete die lapidare Begründung. Die Inhaberin einer Pension in der Bleibtreustraße, Isolde Josipovici, wollte diesen Zustand nicht hinnehmen und schaffte es, Edzard Reuter zu kontaktieren. Dieser war in den 1990er Jahren Vorstandsmitglied bei der Daimler-Benz AG, gleichzeitig derjenige, der die Namensrechte seines Vaters für den Platz vergeben hatte. Reuter erreichte über die Drohung, die Namensrechte zu entziehen, beim seinerzeitigen Regierenden Bürgermeister von Berlin, Eberhard Diepgen, dass der damalige Bezirk Charlottenburg das Geld zur Sanierung der gesamten Platzanlage einschließlich des Brunnensystems erhielt. An den Sanierungskosten beteiligten sich zusätzlich die Berliner Wasserbetriebe. Die Pensionswirtin erreichte außerdem, dass die Wall AG seitdem die Betriebskosten der Fontänen übernimmt (Stand: 2014). Isolde Josipovici, die wegen sinkender Nachfrage ihre Herberge im Sommer 2014 schließen musste, bleibt den Anwohnern rund um den Ernst-Reuter-Platz damit als Brunnenretterin in Erinnerung.